# Krétheus
Krétheus (starořecky Κρηθεύς, latinsky Cretheus) byl v řecké mytologii syn Aiola, vnuk praotce Řeků Helléna. Stal se zakladatelem a prvním králem v Iólku. 
Zdá se, že Krétheus našel své místo v řeckých mýtech na jedné straně právě pro své významné předky, vždyť jeho otec Aiolos byl zakladatelem významného řeckého kmene Aiolů; také všichni jeho bratři,kterými byli Sisyfos, Salmóneus, Athamás, Deión, Periérés a Magnés, byli zakladateli a vládci významných řeckých měst té doby. 
Praotec Řeků Hellén měl vedle Aiola ještě dva syny - Dóros byl zakladatelem řeckého kmene Dórů a Xúthovi synové Achaios a Ión založili kmeny Achajů a Iónů.
Dalším důvodem, proč je Krétheus známý, jsou také jeho potomci. Když se později oženil s Tyró, dcerou svého bratra Salmónea, porodila mu Aisóna, budoucího otce slavného mořeplavce Iásona, který vedl proslulou výpravu za zlatým rounem do daleké Kolchidy. Jeho manželka Tyró s sebou přivedla také svá dvojčata Pelia a Nélea, jejichž otcem byl bůh moří Poseidón. 
Po smrti Kréthea uchopil moc v Iólku Peliás, odsunul právoplatného nástupce trůnu Aisóna a vyhnal své dvojče Nélea do Messénie v západní části Peloponnésu, kde Néleus založil město Pylos. Když dospěl Iásón a hlásil se o svá práva na iólkský trůn, Peliás si stanovil podmínku, že výměnou mu Iásón přiveze rouno zlatého berana. Iásón podmínku přijal a zorganizoval slavnou výpravu Argonautů. Z dlouhé cesty přivezl nejen rouno, ale také manželku Médeiu, 
mocnou kouzelnici, která úskokem usmrtila Pelia, dokonce za pomoci jeho vlastních dcer. Ale to je zase jiný velký příběh Argonauti, Iásón, Médeia. 